# Berau malajski jezik
Berau malajski jezik (ISO 639-3: bve; berau, merau malajski), austronezijski jezik malajske podskupine, kojim govori oko 11 200 ljudi (2007 SIL) u Indonezijskoj provinciji Istočni Kalimantan (Kalimantan Timur), na obalnom području sjeverno od Sepinanga.
Etnička grupa koja ga govori zove se Berau.

## Vanjske poveznice
- Ethnologue (14th)
- Ethnologue (15th)